# JR East série E131
Pour les articles homonymes, voir E131 (homonymie).
 (mars 2022).
Le contenu est difficilement compréhensible vu les erreurs de traduction, qui sont peut-être dues à l'utilisation d'un logiciel de traduction automatique.
 (mars 2022).
La mise en forme du texte ne suit pas les recommandations de Wikipédia : il faut le « wikifier ».
Les points d'amélioration suivants sont les cas les plus fréquents. Le détail des points à revoir est peut-être précisé sur la page de discussion.
- Les titres sont pré-formatés par le logiciel. Ils ne sont ni en capitales, ni en gras.
- Le texte ne doit pas être écrit en capitales (les noms de famille non plus), ni en gras, ni en italique, ni en « petit »…
- Le gras n'est utilisé que pour surligner le titre de l'article dans l'introduction, une seule fois.
- L'italique est rarement utilisé : mots en langue étrangère, titres d'œuvres, noms de bateaux, etc.
- Les citations ne sont pas en italique mais en corps de texte normal. Elles sont entourées par des guillemets français : « et ».
- Les listes à puces sont à éviter, des paragraphes rédigés étant largement préférés. Les tableaux sont à réserver à la présentation de données structurées (résultats, etc.).
- Les appels de note de bas de page (petits chiffres en exposant, introduits par l'outil «  Source ») sont à placer entre la fin de phrase et le point final[comme ça].
- Les liens internes (vers d'autres articles de Wikipédia) sont à choisir avec parcimonie. Créez des liens vers des articles approfondissant le sujet. Les termes génériques sans rapport avec le sujet sont à éviter, ainsi que les répétitions de liens vers un même terme.
- Les liens externes sont à placer uniquement dans une section « Liens externes », à la fin de l'article. Ces liens sont à choisir avec parcimonie suivant les règles définies. Si un lien sert de source à l'article, son insertion dans le texte est à faire par les notes de bas de page.
- La présentation des références doit suivre les conventions bibliographiques. Il est recommandé d'utiliser les modèles {{Ouvrage}}, {{Chapitre}}, {{Article}}, {{Lien web}} et/ou {{Bibliographie}}. Le mode d'édition visuel peut mettre en forme automatiquement les références.
- Insérer une infobox (cadre d'informations à droite) n'est pas obligatoire pour parachever la mise en page.

Pour une aide détaillée, merci de consulter Aide:Wikification.
Si vous pensez que ces points ont été résolus, vous pouvez retirer ce bandeau et améliorer la mise en forme d'un autre article.
La série E131 (E131系, E131-kei) (E131けいでんしゃ/E131-keidensha ou JR東日本E131系電車/JR Higashinihon E131-keidensha) est un type de rames automotrices électrique utilisée pour les services de banlieue et périurbains exploités par la East Japan Railway Company (JR East) dans le grand Tokyo depuis 2021.

## Histoire
Il a été annoncé que sa date de lancement d'exploitation sera le 12 mai 2020 (Reiwa 2).Il sera compatible pour des opérations dans la section terminale électrifiée de la ligne de Boso dans la péninsule de Bōsō
Jusque-là, les Série 209- 2000/2100 étaient exploitées en formations de 4 ou 6 voitures sur ce même tronçon, mais il sera désormais possible de régler de manière flexible les formations de trains en fonction de l'état d'utilisation de chaque tronçon / ligne. C'est nécessaire pour répondre aux trois exigences : 
- l'installation d'un dispositif de surveillance des équipements de voie, pour une maintenance efficace
- l'installation d'un dispositif de surveillance et de maintenance de l'état des véhicules
- fournir un véhicule confortable pour les passagers.

Pour ces raisons, un nouveau véhicule a été construit .
Jusqu'à présent, dans la région de Boso, des véhicules anciens tels que les séries 211 et 209 , devenus excédentaires sur d'autres lignes, y étaient transférés pour y être exploités jusqu'à leur fin de vie. Par conséquent, c'est la première fois en 51 ans, qu'un nouveau modèle de véhicule est utilisé dans la région de Bōsō, depuis la série 113 introduite à l'époque de la JNR (Japan National Railways).
La série 209, qui a initialement adopté le système MM'unit ,peut avoir une formation de 4 voitures minimum incompressible de 2M2T, tandis que la série E131 utilise un système de 1M1T minimum, et est équipé d'un équipement compatible pour un unique conducteur , comme une caméra qui permet la surveillance de la montée et la descente depuis le siège du conducteur (conception wanman (ワンマン, "one man"). Un large corps en acier inoxydable est utilisé  , et le SiC  est utilisé uniquement dans la section de commutation et la section de diodes, pour réduire la consommation d'énergie .
En juillet 2020 (Reiwa 2), 2 trains de 2 voitures ont participé à des essais dans la zone l'usine de matériel roulant de Niitsu , et un essai sur la ligne principale a été effectué. Au total, 24 voitures, dont 12 trains de 2 voitures, ont été fabriquées et mises en service le 13 mars 2021 (Reiwa 3) .
Seuls des trains de 2 voitures ont été mis en place dans la zone de Bōsō, mais dans un communiqué de presse du 17 juin 2021 (Reiwa 3), un train de 4 voitures (2M2T) a été mis en place sur la ligne Sagami vers l'automne de la même année. Il a été annoncé qu'un train de 3 voitures (2M1T) sera introduit sur la ligne principale Tohoku (ligne Utsunomiya) et sur la ligne Nikko vers le printemps 2022.En Octobre 2023 un train a 3 voiture sera exploité sur la ligne Tsurumi.

## Description

### Extérieur
À l'exception d'une partie inférieure du châssis , il s'agit d'un corps élargi en acier inoxydable , et la carrosserie est basée sur la série E235 .La cabine est basée sur la série E129 , qui est plus grande que la série 209 . En supposant que nous entrerons dans une station équipée de portes palières à l' avenir, il y a quatre portes latérales de chaque côté pour aligner les portes au portes palières . À côté de chaque porte, il y a des interrupteurs de portes semi-automatiques ,retro éclairés LED , à l' intérieur comme à l'extérieur  . Des girouettes LED couleur sont installées à l' avant et sur les côtés  .
L' avant a été renforcé au même niveau que les séries E721 et E129 comme contre- mesure contre les accidents aux passages à niveau , et a la même résistance que la série E233 comme contre-mesure contre les collisions latérales, et de plus, est encore renforcée par une cage de protection . .. Quant à la structure du toit, afin de réduire au maximum la résistance des vents de travers, l'acrotère est omis sauf pour la partie climatiseur qui a peu d'effet sur la résistance . Compte tenu des performances du véhicule requises pour les lignes suburbaines et régionales, la conception a été prise en compte en amont afin de pouvoir ajouter des résistances de freinage et des pantographes de dégivrage . Des feux clignotants avant et arrière sont installés sur la partie supérieure de la face avant , pour améliorer la visibilité depuis le sol, et l'éclairage est à LED  . Pour éviter l'accumulation de neige sur des bords saillants, il est placé derrière la surface vitrée avant, et comme il génère moins de chaleur que les faisceaux conventionnels et les HID , la zone de chaleur sur le verre avant sont limités.
Semblable à la série E531- 3000 , une caméra de confirmation d'embarquement/descente et un dispositif de détection sont installés sur le côté du véhicule pour prendre en charge l'opération à un seul homme .

### Intérieur
La largeur d'assise pour une personne est de 460 mm, soit 10 mm de plus que la série 209, et présente une hauteur d'assise plus basse et un rembourrage amélioré . En ce qui concerne les accoudoirs, les dimensions supérieures et inférieures ont été augmentées à l'instar de la série E235-1000 , la conception des cloisons (près des portes)a été considérablement modifiée par rapport à la conception précédente, afin de garder l'apparence des clients debout hors du champ de vision des passagers assis .
Au dessus des portes, l'espace publicitaire pour l'affichage des chaînes de train, etc. est omis , et des écrans LCD 17 pouces d'informations voyageurs sont installés en quinconce à chaque emplacement pour améliorer la fourniture d'informations en plusieurs langues . De plus, lorsque la porte est s'ouvre et se ferme, le carillon de porte installé sur chaque porte retentit, et en même temps, le voyant d'ouverture/fermeture de porte installé au bas du linteau de porte clignote .
La hauteur des sangles a été améliorée, la différence de niveau avec la plate-forme a été réduite et un espace libre a été mis en place dans chaque véhicule pour les passagers en fauteuil roulant et en poussette , et la palette de couleurs est facile à comprendre pour les sièges prioritaires.
Des caméras de sécurité sont installées dans les compartiments passagers de chaque véhicule, et le nombre de dispositifs d'appel d'urgence est porté à quatre pour chaque véhicule afin d'améliorer la sécurité .
De plus, la porte est conçue de manière à pouvoir être forcée facilement si un bagage est coincé  . Un dispositif de fermeture de porte électrique à pignon et crémaillère a été adopté pour le dispositif de porte coulissante latérale  .
Étant donné que l'espace sous le plancher est réduit, car le dispositif de surveillance des équipements de voie est installé sous le plancher, sur les formations qui prennent en charge l'installation du dispositif de surveillance des équipements de ligne (E131-80), les fonctions du dispositif ATS-P et du boîtier d'équipement commun sont augmentées en conséquence. Ils sont relocalisés dans le local technique et le plafond de la salle. Par conséquent, la disposition des sièges et le plafond sont différents de la formation de base.
Le dispositif de contrôle utilise du SiC pour l' élément semi -conducteur [6] . Un onduleur statique SC124 (SIV) est installé comme alimentation auxiliaire [6] . Le compresseur d'air adopte un type de défilement (sans huile).

### Caractéristiques techniques
Le dispositif de contrôle des informations est équipé du type MON25. Il est équipé d'une fonction de surveillance de l'état des véhicules qui utilise une technologie de surveillance et une fonction de surveillance de l'état des équipements de voie pour certains véhicules (E131-80), ce qui permet de saisir à l'avance les signes de défaillance 

### Variantes

#### Affectations
- Series E131-0/-80 : Formations à 2 voitures utilisées sur les Ligne Kashima, Ligne Narita, Ligne Sotobō, and Ligne Uchibō
- Series E131-500/-580 : Formations à 4 voitures utilisées sur les Ligne Sagami and Ligne Yokohama
- Series E131-600 : Formations à 3 voitures utilisées sur les Ligne Nikkō and Ligne Utsunomiya
- Series E131-800 : Formations à 4 voitures  utilisées sur la ligne Senseki
- Series E131-1000 :  Formations à 3 voitures  utilisées sur la ligne Tsurumi

## Série E131-0/-80
Au total, 12 ensembles de deux voitures ont été commandés et construits. Les tests ont commencé en juillet 2020, en commençant par les deux premiers ensembles livrés R01 et R02.Les dix premiers ensembles (R01-R10) sont entrés en service passagers le 13 mars 2021.
Les trains sont peints dans la palette de couleurs Uchibo / Sotobo Line et formés en ensembles de deux voitures avec quatre portes par voiture.

### Lignes desservies
La série dessert les sections de lignes suivantes : [9]
- Ligne Sotobō : Station Kazusa-Ichinomiya - Station Awa-Kamogawa
- Ligne Uchibō : Station Kisarazu - Station Awa-Kamogawa
- Ligne Kashima : Station Katori - Station Kashimajingū
- Ligne Narita : Station Narita - Station Katori

### Formations
Au 19 mars 2021 , 12 ensembles de deux voitures (R01–R12) sont basés au centre de matériel roulant de Makuhari dans la préfecture de Chiba et composés d' 1 voiture motorisée («M») et 1 voiture remorque («T»)
|              | ← Kashimajingū, Kazusa-Ichinomiya Narita, Kisarazu → |                 |
|              |                                                      |                 |
|              |                                                      |                 |
| Designation  | Mc                                                   | Tc'             |
| Numerotation | KuMoHa E131-0/-80                                    | KuHa E130-0/-80 |

- La voiture KuMoHa E131 est équipée d'un pantographe à un bras.
- Les deux voitures ont un "espace libre" accessible/prioritaire.
- La voiture KuHa E130 dispose d'une toilette de conception universelle .

### Intérieur
La zone passagers consiste en une combinaison de sièges longitudinaux et transversaux. Des sièges prioritaires et des "espaces gratuits" accessibles aux fauteuils roulants et aux poussettes sont fournis dans chaque voiture.

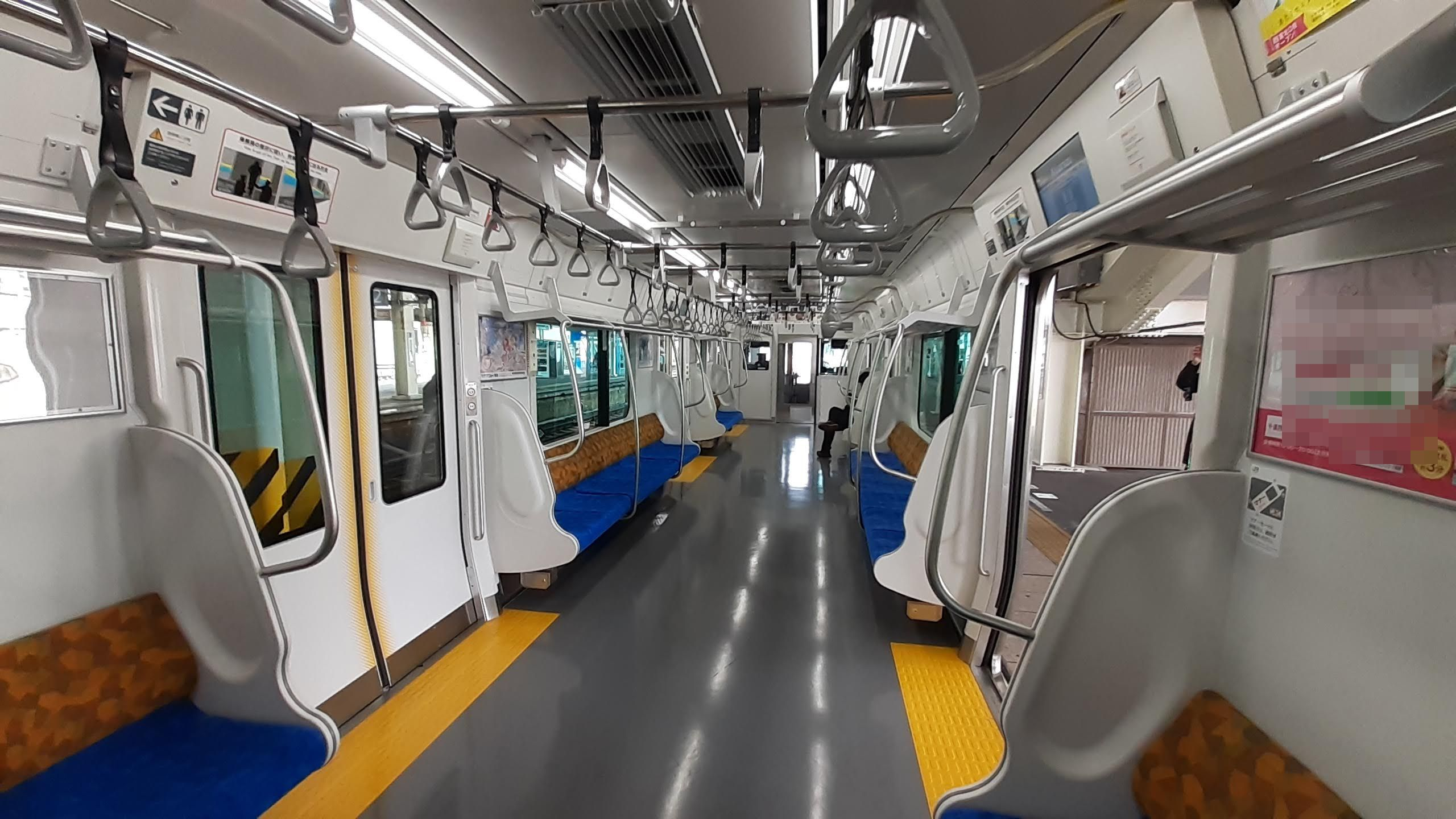
Intérieur de la rame R05
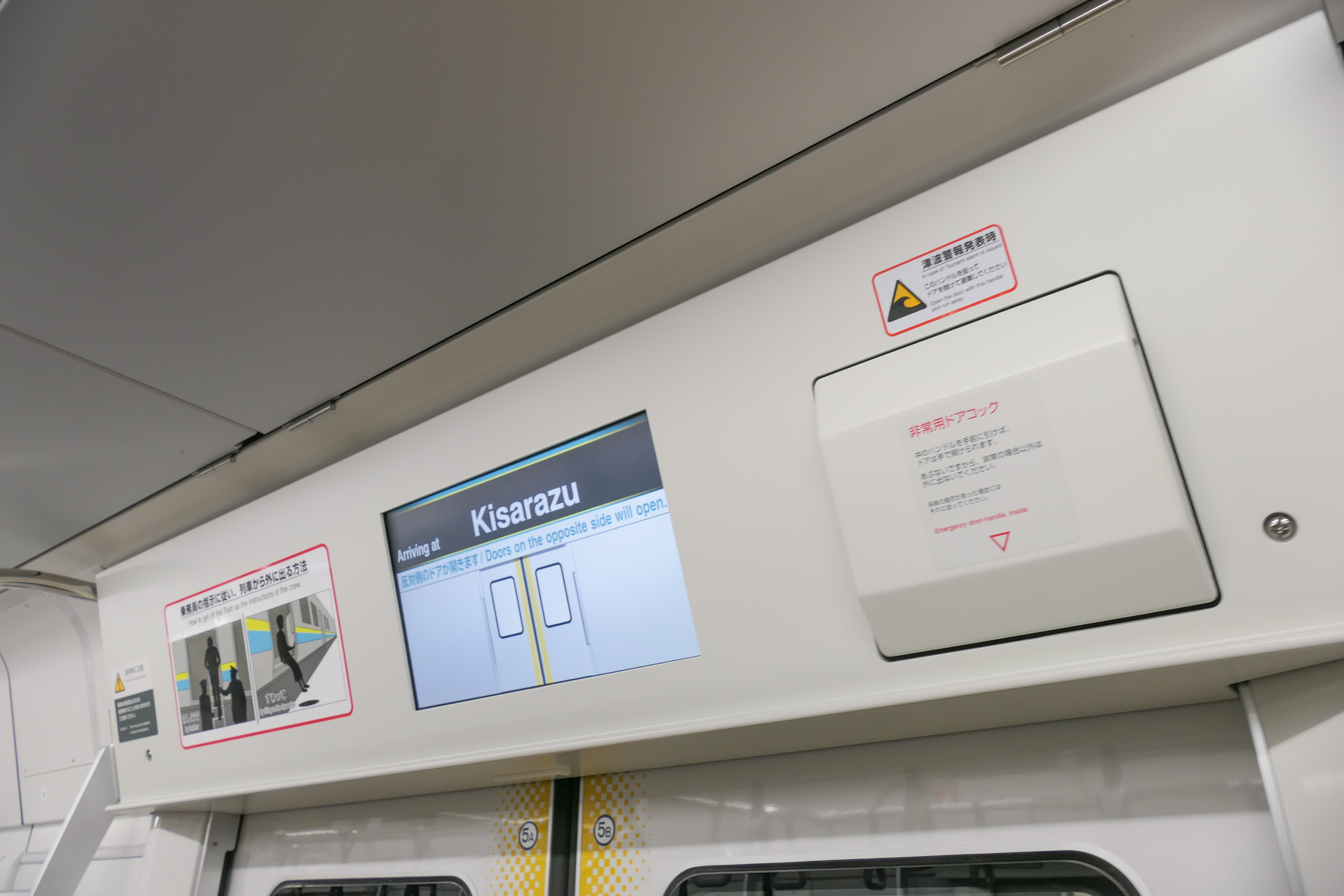
Ecrans LCD
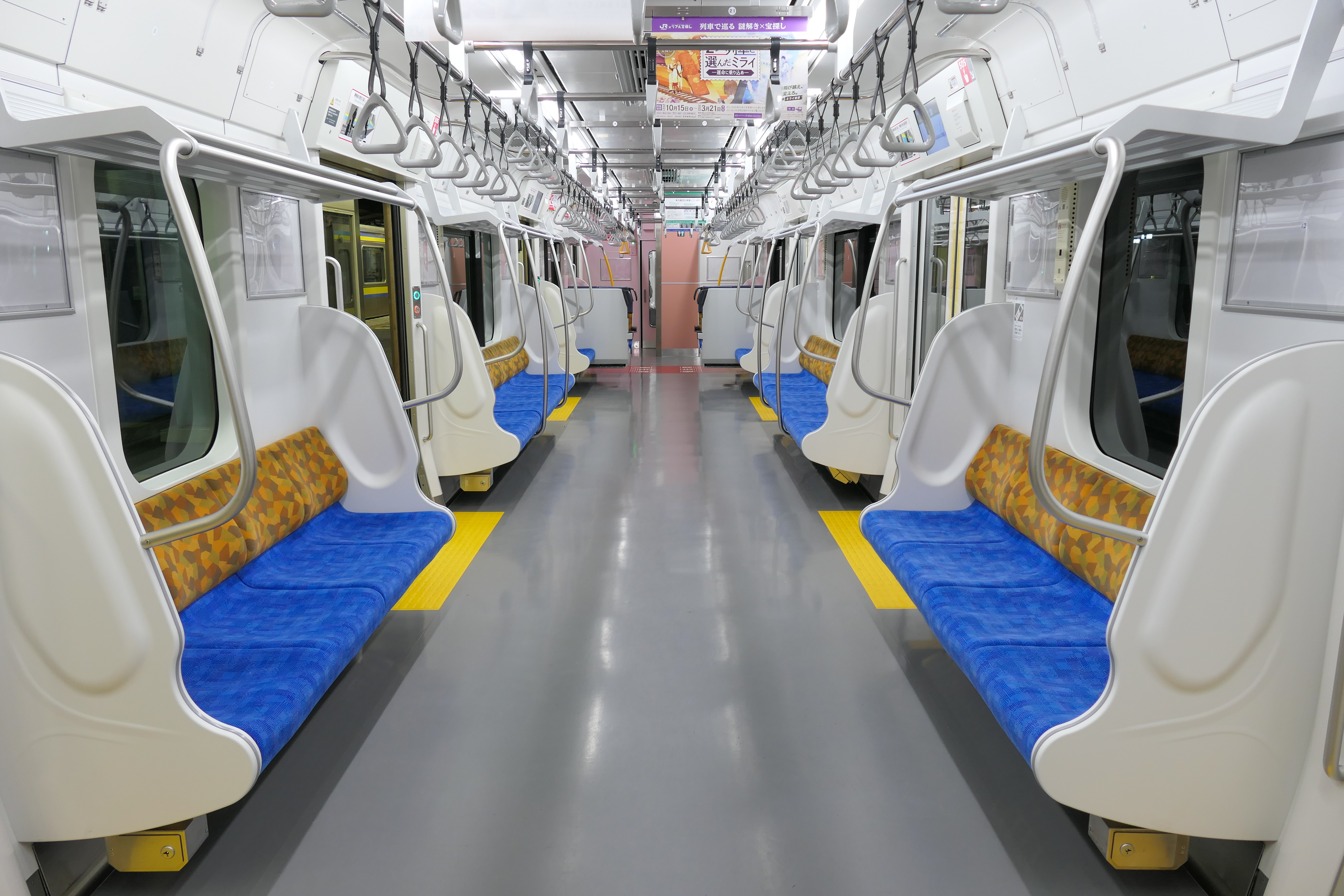
Vue interieure
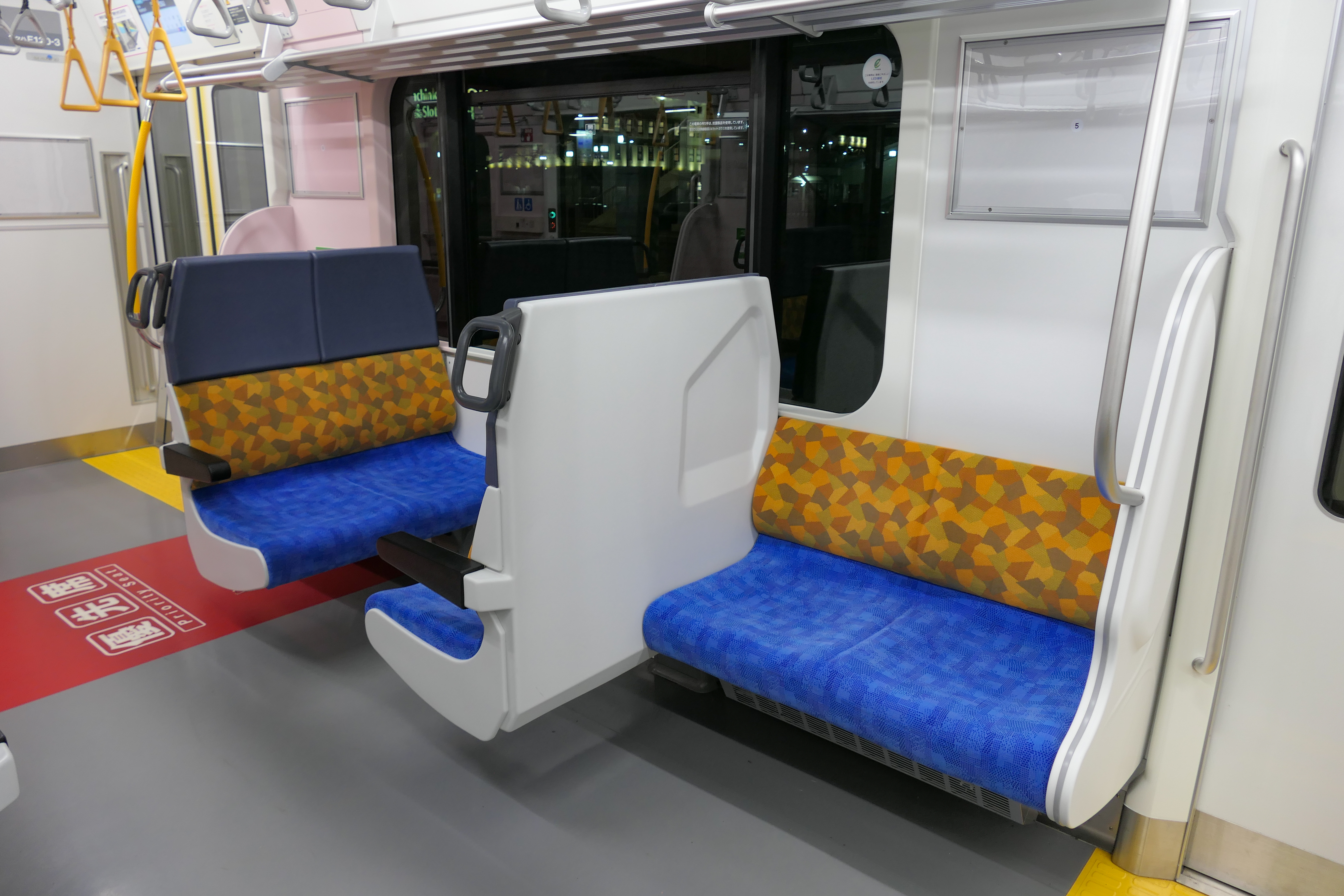
Mixe sieges longitudinaux and transversaux
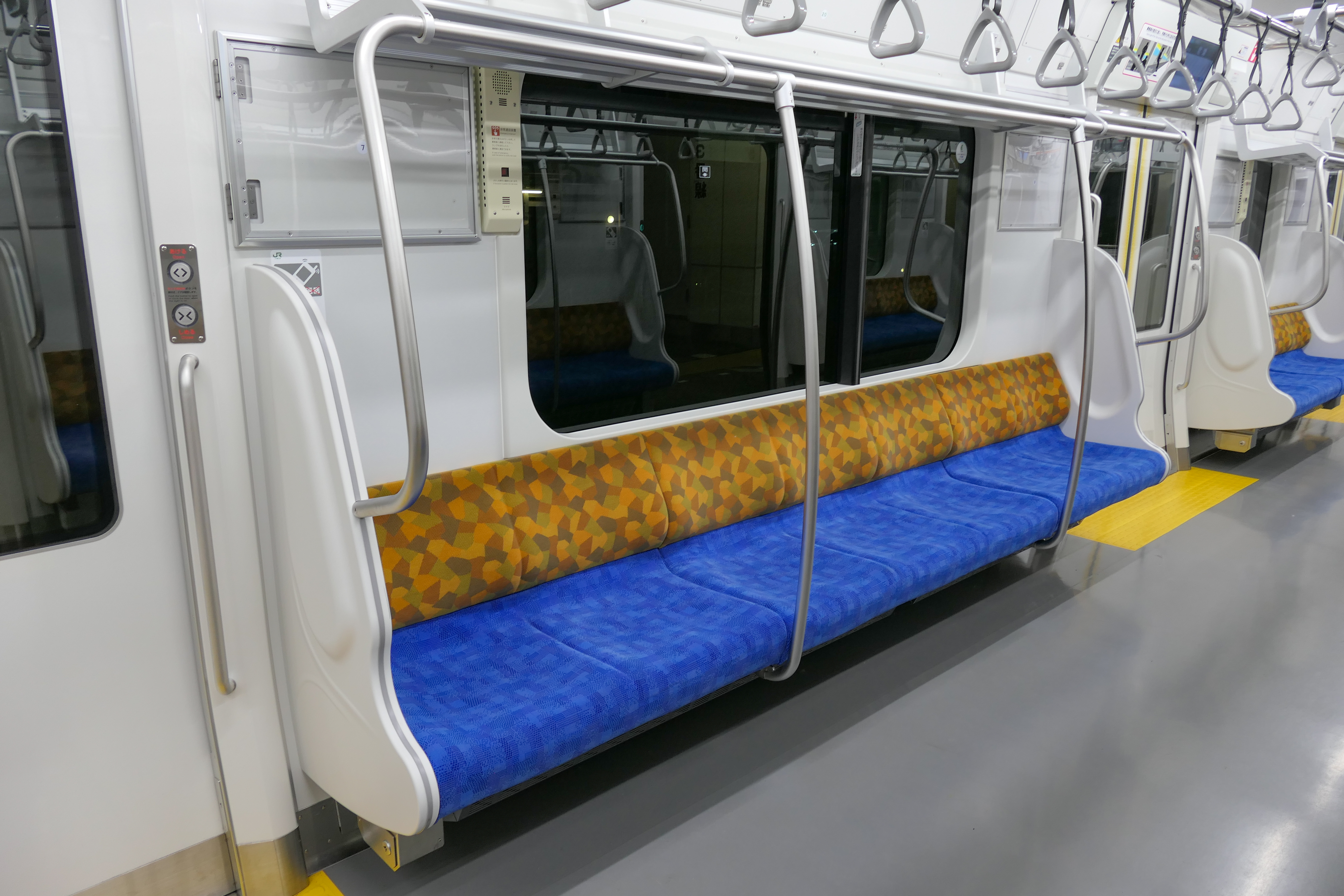
sieges longitudinaux
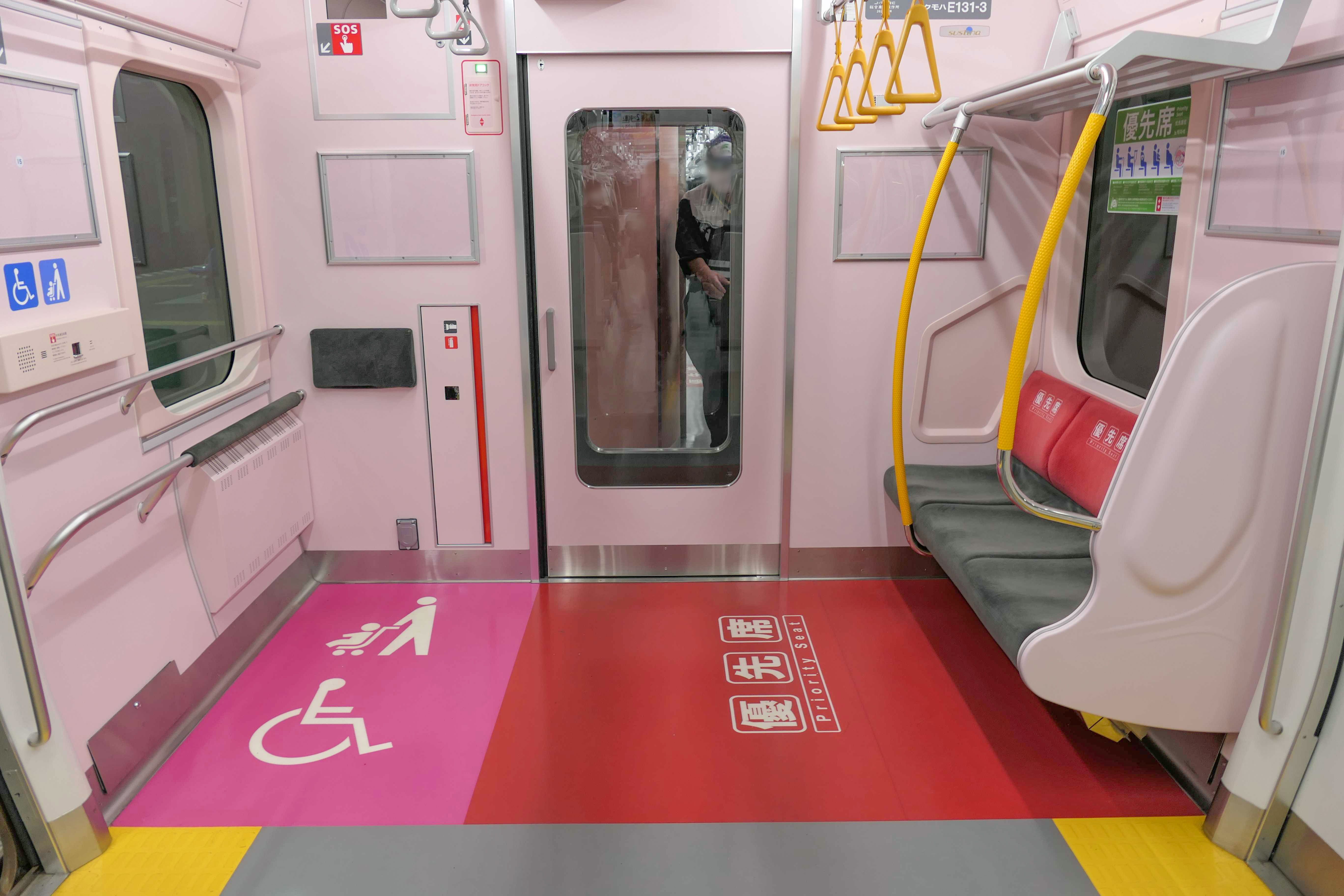
Zone UFR
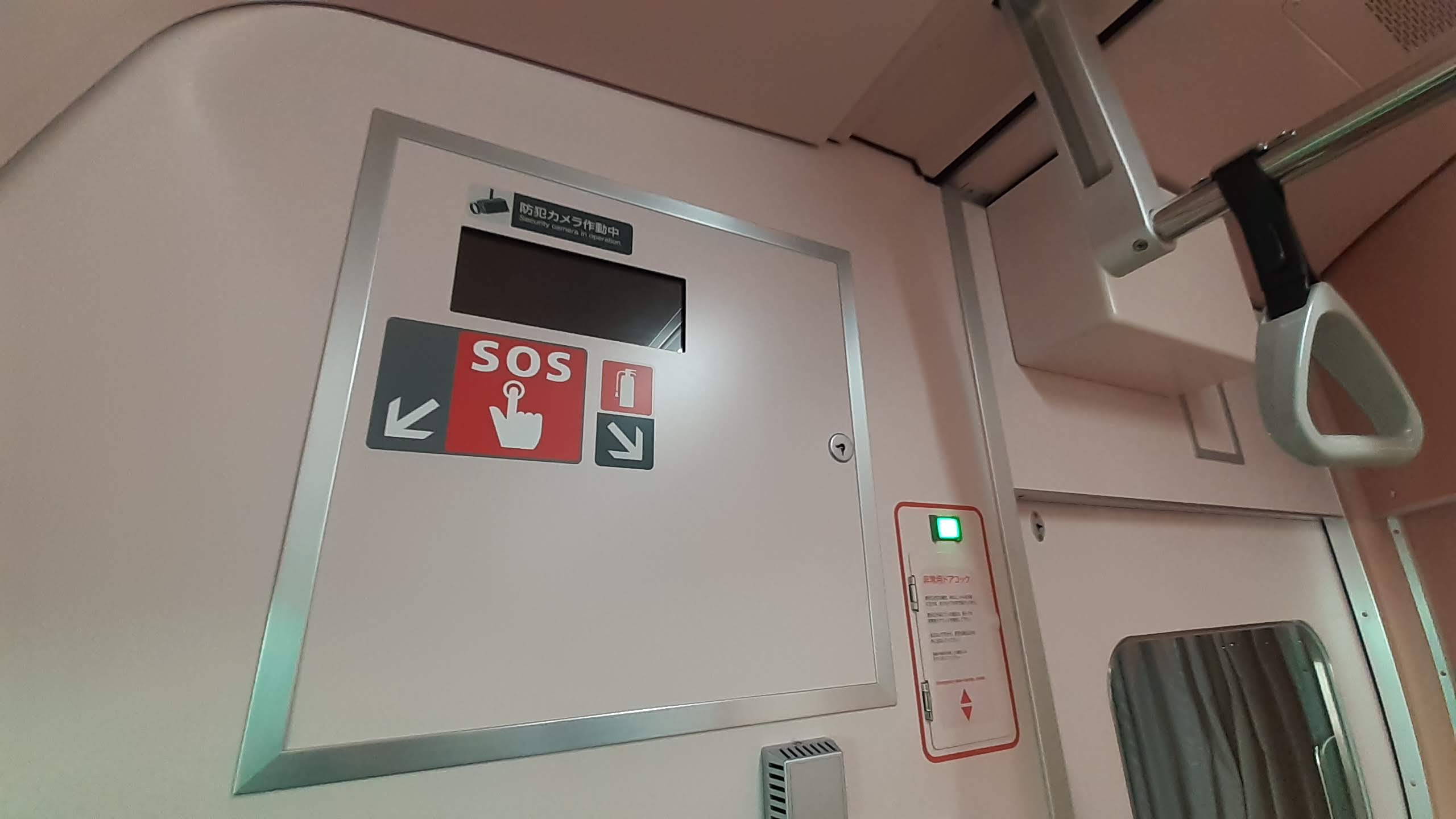
Camera de surveillance
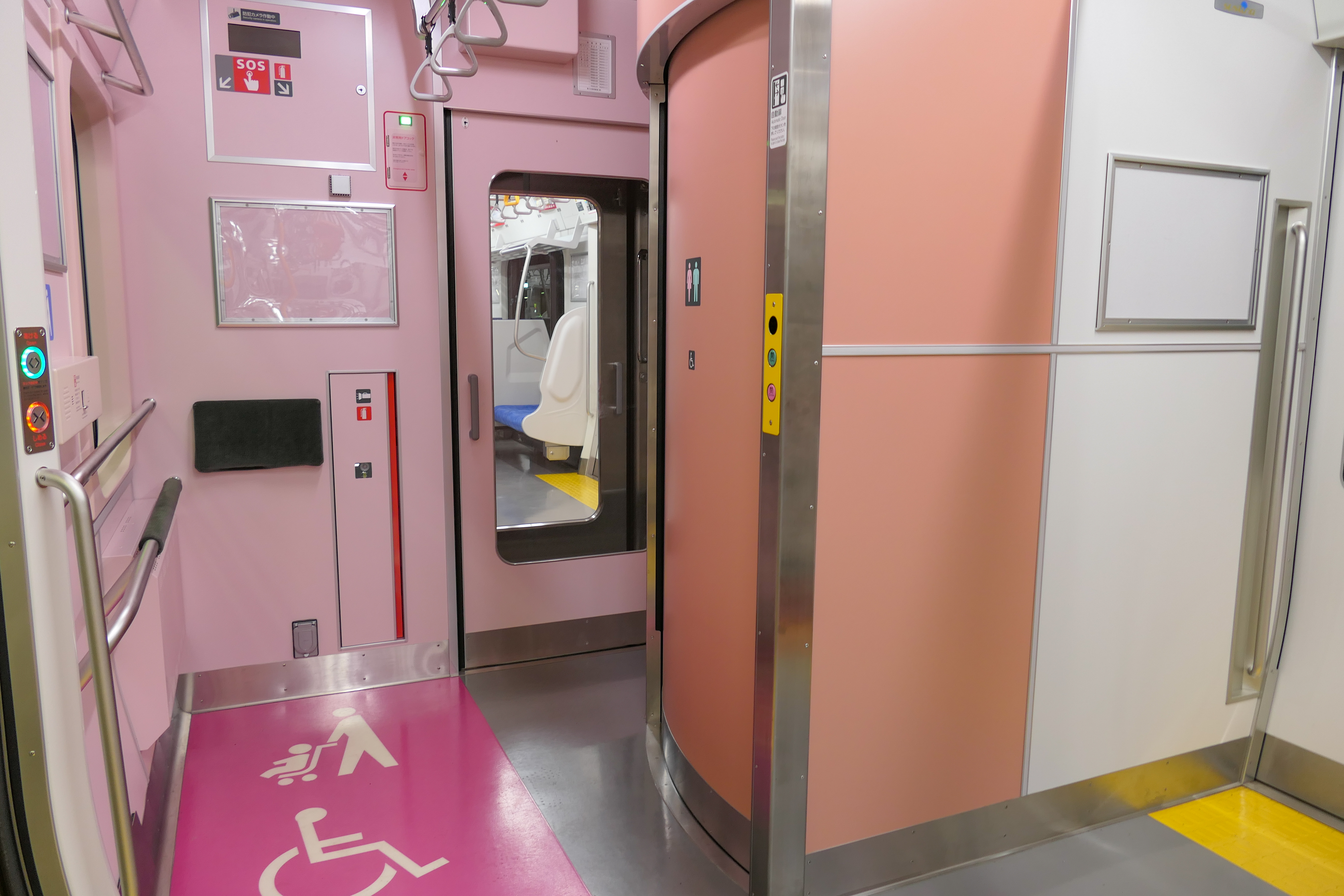
Toilettes universelles

## Série E131-500/-580
Au total, 12 trains de quatre voitures ont été construits pour la ligne Sagami ; le premier train est entré en service le 18 novembre 2021. Il remplacera les trains de la série 205-500 existants qui sont en service depuis 1991.
Ces trains sont également utilisés sur les services directs entre la ligne Sagami et la ligne Yokohama pendant la pointe du matin et du soir; ces services doivent prendre fin après le 11 mars 2022.

### Lignes desservies
La série desservira les sections de lignes suivantes :
- Ligne Sagami : Gare de Chigasaki - Gare de Hashimoto
- Ligne Yokohama : Station Hashimoto - Station Hachiōji (jusqu'au 11 mars 2022)

### Formations
Depuis le 26 janvier 2022 , douze ensembles de quatre voitures (G-01–G-12) sont basés au dépôt de Kōzu dans la préfecture de Kanagawa et formés avec 2 voitures à moteur ("M") et 2 remorques ("T"). Les ensembles G-11 et G-12 sont équipés d'un équipement de surveillance de la voie(Ce sont les E131-580).
|              | ← Hachiōji, HashimotoChigasaki → |               |               |                    |
|              |                                  |               |               |                    |
|              |                                  |               |               |                    |
| Voiture No.  | 4 <                              | 3             | 2 <           | 1                  |
| Designation  | Mc                               | T             | M             | Tc'                |
| Numerotation | KuMoHa E131-500/-580             | SaHa E131-500 | MoHa E130-500 | KuHa E130-500/-580 |

- Les voitures 2 et 4 ont chacune un pantographe à un bras.
- Toutes les voitures ont un "espace libre" accessible/prioritaire.
- La voiture 3 est désignée comme une voiture légèrement climatisée

### Intérieur
L'agencement passagers se compose de sièges longitudinaux partout. Des sièges prioritaires et des "espaces gratuits" accessibles aux fauteuils roulants et aux poussettes sont fournis dans chaque voiture.

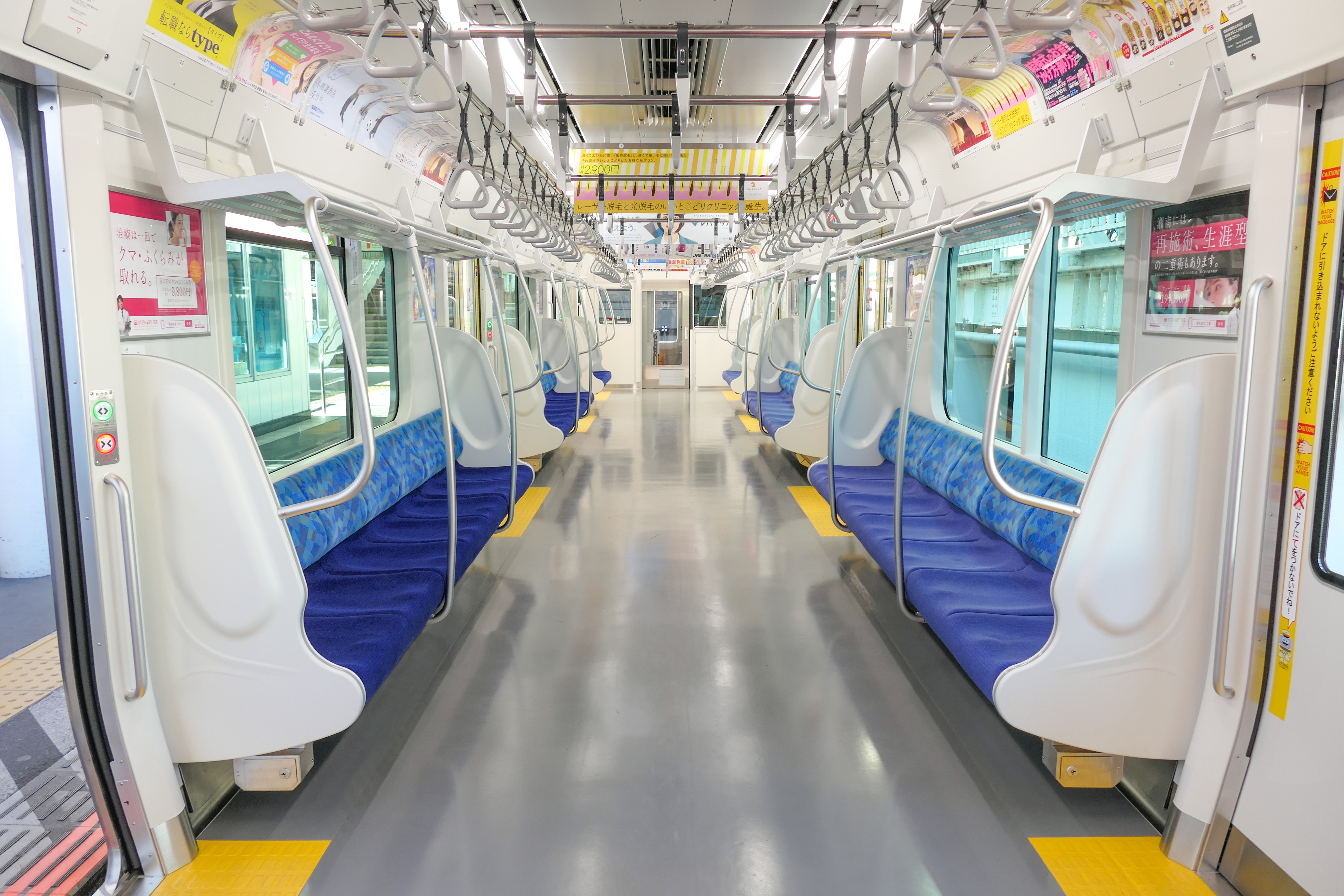
interieur
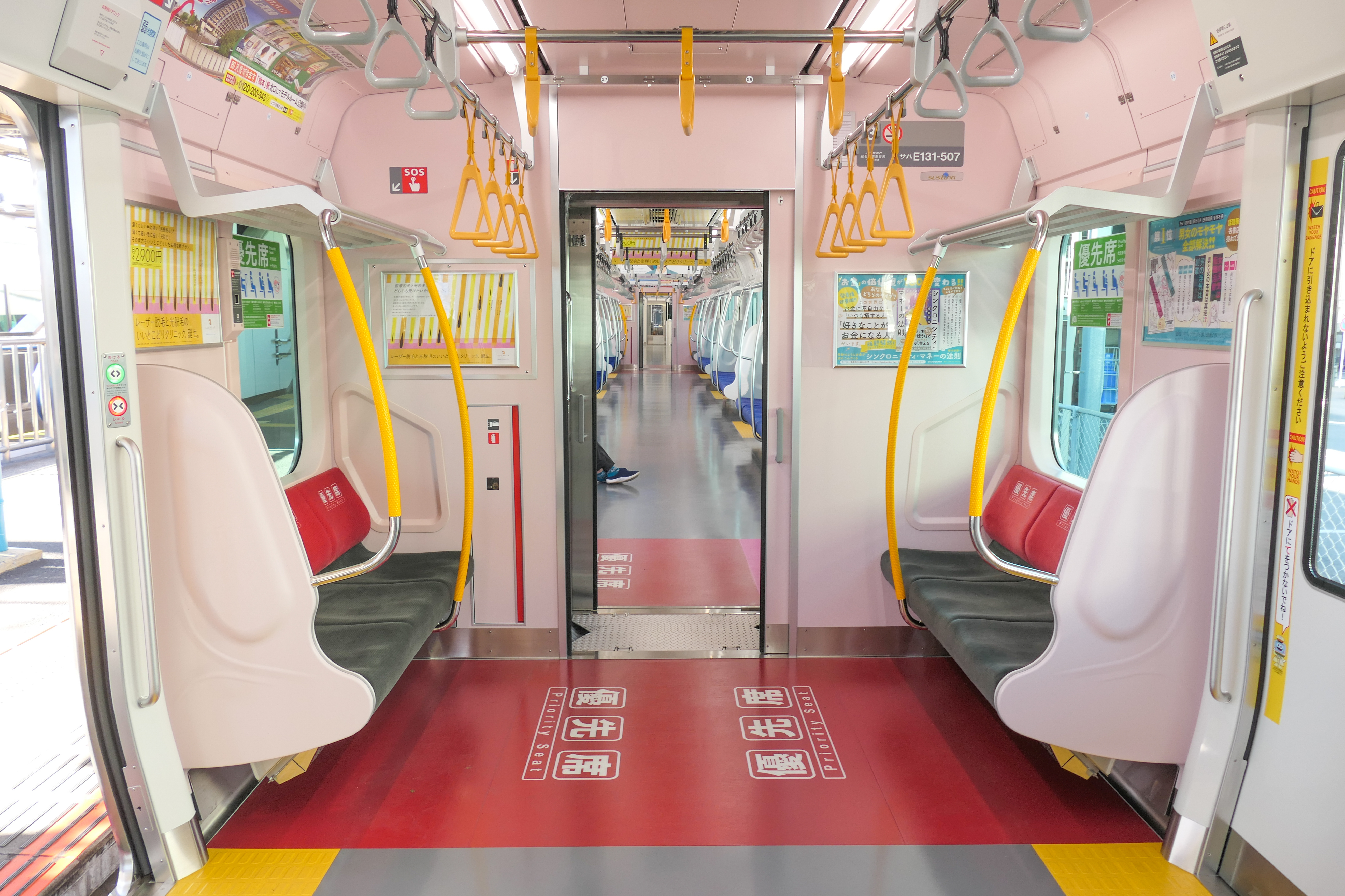
sieges prioritaires
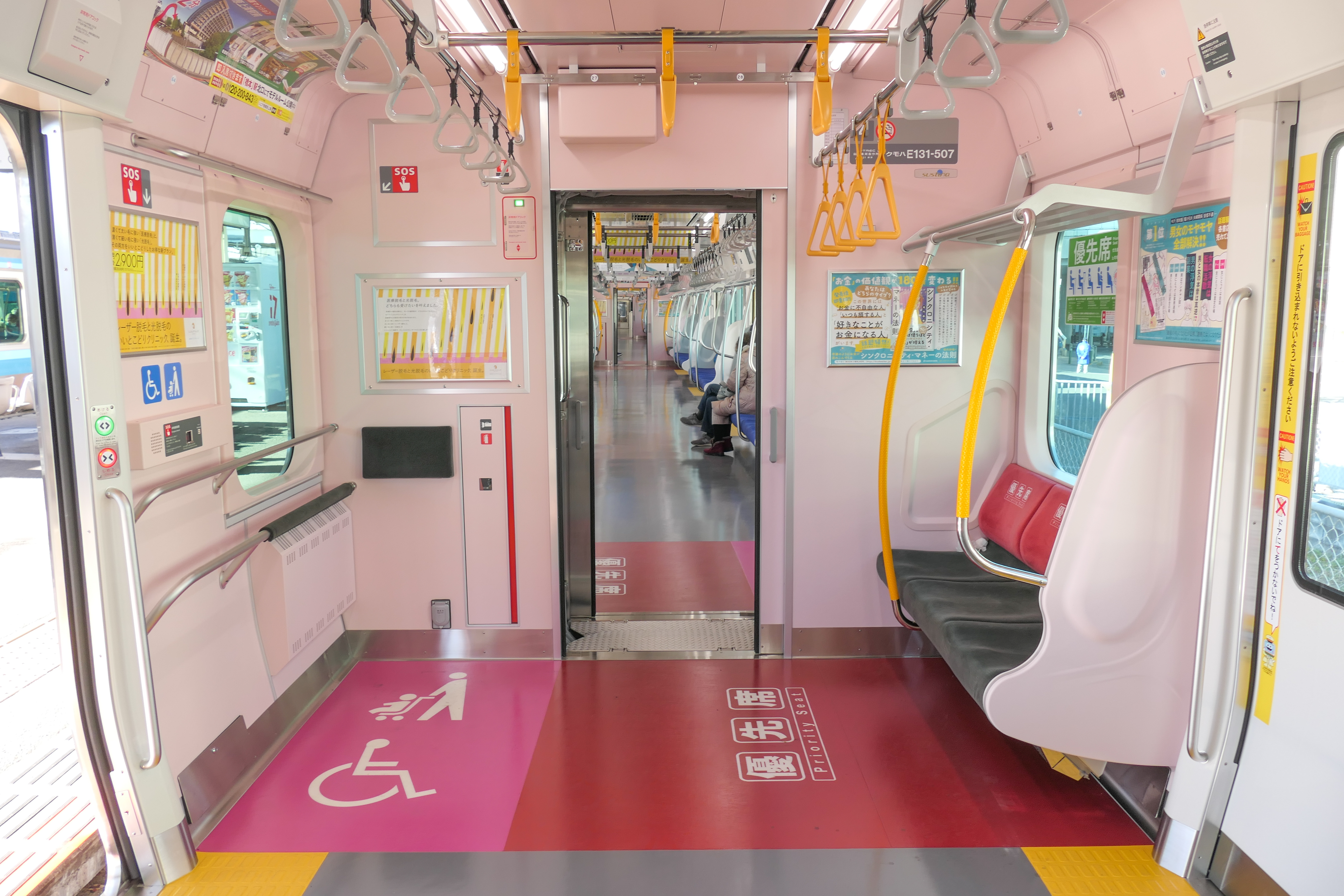
espace libre
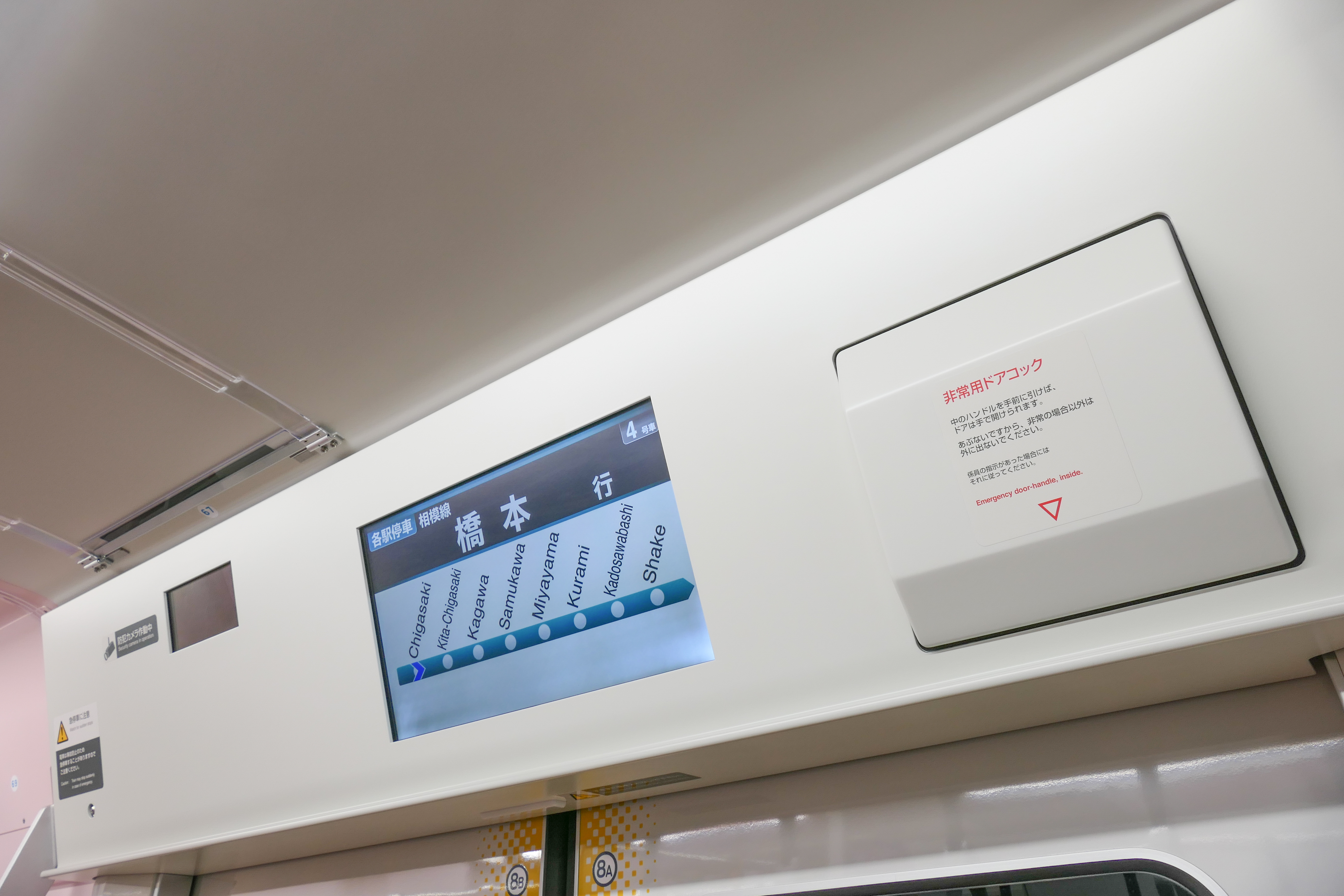
Ecrans LCD d'infos voyageurs

## Série E131-600/-680
Un total de 15 trains à trois voitures devraient être construits pour la ligne Nikkō et la ligne Utsunomiya, entrant en service le 12 mars 2022. Ils remplaceront les trains de la série 205-600 existants qui sont en service depuis 2013.
Contrairement aux autres variantes de la série E131, la série -500 a une motrice de tête possédant 2 pantographes, le premier servant aux dégivrage des caténaires. La région nord du kantō ou circule la ligne Nikkō, qui se trouve dans les montagnes, est sujette aux chutes de neige.

### Lignes desservies
La série desservira les sections de lignes suivantes : 
- Ligne Nikkō : Station Utsunomiya - Station Nikkō
- Ligne Utsunomiya : Station Oyama - Station Kuroiso

### Formations
Au 14 février 2022, 15 ensembles de trois voitures (TN1-TN15) sont basés au dépôt d'Oyama dans la préfecture de Tochigi et formés avec 2 voitures motorisées ("M") et 1 voiture remorque ("T") (la voiture MoHa E131 a un bogie moteur et un bogie porteur). Les ensembles TN14 et TN15 sont équipés d'un équipement de contrôle de voie (ce sont les E131-680).
|              | ← Kuroiso, UtsunomiyaNikkō, Oyama → |               |                    |
|              |                                     |               |                    |
|              |                                     |               |                    |
| Designation  | Mc                                  | M1            | Tc'                |
| Numerotation | KuMoHa E131-600/-680                | MoHa E131-600 | KuHa E130-600/-680 |

- La voiture KuMoHa E131 a deux pantographes à un bras, tandis que la voiture MoHa E131 en a un.
- Toutes les voitures ont un "espace libre" accessible/prioritaire.
- La voiture KuHa E130 dispose d'une toilette de conception universelle.

## Série E131-1000/-1080
Le 24 juillet 2023, la succursale JR East Yokohama a annoncé l'introduction de la série E131 sur la ligne Tsurumi . Il sera introduit en remplacement de la série 205-1100 , et comme l'est l'actuelle série 205, un train à trois voitures (2M1T) .
Le design du véhicule présente une bande bleu ciel inspirée de l'océan et une bande jaune, les couleurs de la ligne, et l'avant présente un motif à pois marron et jaune inspiré des couleurs des véhicules successifs de la ligne Tsurumi (Série 12 ,101,103,205) . Contrairement aux précédentes séries 0, 500 et 600, la largeur de la carrosserie est une carrosserie droite d'une largeur de 2 778 mm (et non galbé a 2.9m)  . Lorsque le département éditorial de Riding News a interviewé la succursale JR East Yokohama sur la raison, ils ont déclaré qu'ils ne pouvaient pas donner de détails précis, mais ont expliqué que cela était « dû aux restrictions sur les installations de la ligne Tsurumi. ».
L'intérieur de la voiture est entièrement équipé de sièges longitudinaux et la sellerie du siège est bicolore bleu et jaune, similaire à l'extérieur  .
|              | ←Tsurumi Umishibaura, Okawa, Ogimachi → |                |                        |
|              |                                         |                |                        |
|              |                                         |                |                        |
|              |                                         | <              | <                      |
| Désignation  | Tc'                                     | M1             | Mc                     |
| Numerotation | KuHa E130-1000                          | MoHa E131-1000 | KuMoHa E130-1000/-1080 |
| Equipement   | SIV - CP                                | VVVF           | VVVF                   |

- Les voitures KuMoHa  et Moha E131 ont un pantographe
- Toutes les voitures ont un "espace libre" accessible/prioritaire.
- La voiture KuHa E130 dispose d'une toilette de conception universelle .

## Série E131-800
À partir de l'hiver 2025, 14 rames de quatre voitures devraient être mises en service sur la ligne Senseki ( entre les Gare d'Aoba-dōri et d'Ishinomaki ). Après avoir progressivement remplacé les rames actuelles des séries 205-3100 , elles commenceront à circuler avec un seul opérateur la conduite "Wanman"(ワンマン, "one man").
Les sièges seront tous longitudinaux et arboreront un motif bleu ciel, évoquant le paysage marin de la ligne Senseki, et reprendront la couleur intérieure familière de la Série 205. Des carrosseries larges seront utilisées, et des caméras d'embarquement, ainsi que des caméras de sécurité, seront installées avec affichage en cabine. De plus, des écrans LCD couleur, de destination seront installés à l'avant et sur les côtés.La face avant sera dotée de trois fenêtres ,sans porte traversante, et la décoration de la partie inférieure avant reprendra la couleur de la carrosserie de la Série 205 (2 variantes de bleu et arborera un motif à pois.
|              | ← SendaiIshinomaki→ |               |               |               |
|              |                     |               |               |               |
|              |                     |               |               |               |
| Voiture No.  | 4 <                 | 3             | 2 <           | 1             |
| Designation  | Mc                  | T             | M             | Tc'           |
| Numerotation | KuMoHa E131-800     | SaHa E131-800 | MoHa E130-800 | KuHa E130-800 |

- Les voitures 2 et 4 ont chacune un pantographe à un bras.
- Toutes les voitures ont un "espace libre" accessible/prioritaire.
- La voiture 3 est désignée comme une voiture légèrement climatisée